# Norbert Malloy
Norbert « Norm » Joseph Malloy (né le 28 juillet 1905 à Arnprior, mort le 15 août 1982 à Regina,) est un joueur canadien de hockey sur glace.
Son prénom fut listé par erreur comme Norman à l'occasion des Jeux olympiques d'hiver de 1932, alors qu'il se nomme Norbert. Son surnom « Norm » causa cette confusion.

## Biographie
Il grandit aux côtés de deux frères et trois sœurs.
Il est sergent dans l'Aviation royale du Canada durant la Seconde Guerre mondiale.
Il travaille pour le Canadien National à Winnipeg durant 43 ans.

## Carrière
Norm Malloy fait la majeure partie de sa formation de joueur de hockey du côté de Kenora et Fort William. Il commence sa carrière avec les Millionaires d'Elmwood pendant la saison 1929-1930. Il joue ensuite pour les Victorias de Regina pendant un an avant d'être un joueur des Fishermen de Selkirk, équipe de la Ligue de hockey du Manitoba, de 1931 à 1934.
À la mi-janvier 1932, il vient également brièvement dans le Hockey Club de Winnipeg pour renforcer l'équipe alors en mauvaise posture dans le championnat. Avec elle, il participe aux Jeux olympiques d'hiver de 1932. Au cours de la saison 1930-1931, le Hockey Club de Winnipeg remporte la Keane Memorial Cup en tant que champions de Winnipeg, la coupe Pattison en tant que champions du Manitoba et la Coupe Allan fin mars-début avril 1931. En tant que championne de la Coupe Allan, l'équipe est sélectionnée pour représenter le Canada aux Jeux olympiques d'hiver de 1932 à Lake Placid. Le Canada remporte la médaille d'or. Malloy joue les cinq matchs du Canada, marquant trois buts, un contre l'Allemagne, victoire 4 à 1, et un contre la Pologne, victoire 9 à 0.
Au cours de la saison 1934-1935, il dispute neuf matchs avec les Timmins McIntyre Miners, une équipe d'une ligue commerciale, avant de prendre sa retraite.
Norbert Malloy est aussi un joueur de base-ball,. Quelques mois après les Jeux Olympiques 1932, il est désigné meilleur première base de Winnipeg.